# Hình tượng con rắn trong văn hóa
Con rắn là một trong những biểu tượng thần thoại lâu đời nhất và phổ biến nhất của thế giới loài người. Loài rắn này đã được kết hợp với một số các nghi lễ cổ xưa nhất được biết đến của nhân loại và rắn đại diện đồng thời biểu hiện cho hai mặt thiện và ác. Trong văn hóa sự hiện diện của loài rắn được diễn ra từ cổ chí kim, từ văn hóa phương Đông đến văn hóa phương Tây, từ văn minh cổ xưa cho đến quan niệm về rắn thời hiện đại. Rắn không chỉ là loài động vật sống trên khắp thế giới, nó còn là biểu tượng cho nước, lửa, linh hồn, nhục dục, quyết đoán, đa nghi, rắn còn Rắn biểu trưng cho cả giới tính nam và nữ, là một vị thần sáng thế, biểu trưng cho vũ trụ thời hỗn mang.
Những quan niệm đó xuất phát từ chính đặc tính của loài rắn, nét đặc trưng sinh học của loài rắn đã góp phần quyết định ý nghĩa biểu tượng của nó cụ thể là cách di chuyển uyển chuyển và sự siết chặt trong động tác bắt mồi khiến nó biểu trưng cho sức mạnh, sự lột da biểu trưng cho sự tái sinh, nọc độc của rắn có thể giết chết người nên được liên hệ đến đặc tính xấu và sự độc ác, tính lưỡng giới tượng trưng cho khởi nguồn của vũ trụ, thân hình rắn là một đường ngoằn ngoèo không đầu không đuôi kéo dài vô tận hoặc là một đường tròn thể hiện tính luân hồi của sống và chết. Trên thế giới, nhiều dân tộc xem rắn là chúa tể của phụ nữ.
Ba biểu tượng y học liên quan tới rắn còn được sử dụng cho tới ngày nay là Chén Hygieia, biểu tượng cho dược học, và Caduceus cùng Gậy Asclepius là biểu tượng cho y tế nói chung. Ngày nay nọc rắn được sử dụng trong y học để chữa trị một số chứng bệnh hiểm nghèo. Ý nghĩa biểu tượng quan trọng nhất của rắn chính là sự thể hiện nguồn gốc của sự sống và vũ trụ, trên bình diện con người, đấy là biểu tượng kép của linh hồn và nhục dục.

## Châu Phi

### Ai Cập
Tín ngưỡng thờ rắn Ai Cập được ghi nhận là cổ xưa nhất, những con rắn đã nhập vào các tôn giáo Ai Cập như một biểu tượng của thánh thần, của sự mê hoặc, đôi khi nó được tin như một lời sấm, lời tiên tri, thậm chí là một đấng tối cao ví dụ như Atum là một vị thần nguyên thủy đã được biểu trưng dưới hình thức người rắn... Thời cổ xưa, người Ai Cập cho rằng rắn là thần hộ mạng cho các vị vua chúa. Trên các vương miện của các pharaoh Ai Cập đa số đều có chạm trổ hình rắn Naja bằng vàng hay bằng ngọc. Điều này được lý giải là tượng trưng cho nữ thần hiền lành, có khả năng phù hộ cho nhà vua.
Dấu vết của tín ngưỡng này còn được tìm thấy qua các hình vòng tròn, quả cầu được chạm khắc trên hầu hết các cổng ngôi chùa ở Ai Cập (người Ai Cập quan niệm thế giới như một vòng tròn, con rắn đi xuyên qua tâm theo chiều ngang biểu trưng cho sự giao nhau bởi vũ trụ và đất liền). Truyền thuyết Ai Cập thường xem rắn như là một vị thần linh tối cao, vị thần hộ mạng cho các nhà vua, do đó trên các vương miện của các vua pharaoh Ai Cập đều có chạm trổ hình rắn Naja bằng vàng hay đá qúy. Ouroboros hay Oroboros là con rắn hay con rồng cắn đuôi của chính nó theo chiều kim đồng hồ (tính từ đầu tới đuôi) vẽ thành vòng tròn, tượng trưng cho chu trình sống, chết và tái sinh, dẫn tới sự bất tử.

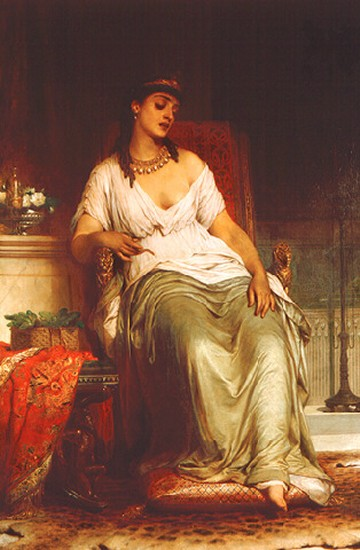
Họa phẩm về cảnh tự tử bằng rắn độc của Cleopatra

Trong lịch sử Ai Cập, rắn có một vai trò quan trọng với rắn hổ mang sông Nin trang điểm cho vương miện của các pharaoh trong thời kỳ cổ đại. Nó được tôn thờ như là một vị thần và từng được sử dụng cho các mục đích độc ác: nó là kẻ sát nhân trong một vụ tự sát theo nghi lễ của Cleopatra. Ouroboros là biểu tượng gắn với nhiều tôn giáo và tập quán khác nhau, và được coi là có liên quan tới giả kim thuật. Người Ai Cập cổ xem rắn là một con vật linh thiêng, một vị thần tối linh. Nó biểu trưng cho sự gian ngoan, linh thiêng, sự tái sinh, bất tử, vĩnh cửu.
Truyền thuyết ở Ai Cập cũng có kể về Apep (trong tiếng Hy Lạp còn gọi là Apophis) là một con trăn biển khổng lồ độc ác, kẻ cai trị bóng đêm và sự hỗn loạn của Ai Cập. Ánh sáng chân lý của nữ thần Ma'at làm cho con quỷ sợ. Apep bị xóa bỏ khỏi tín ngưỡng Ai Cập cổ bắt đầu từ thời kỳ Ai Cập cổ đại vì cho rằng không thể thờ một con quái vật độc ác thế này được. Một lần, thần Ra đang đi trên thuyền Barque thì bất ngờ sóng lớn nổi lên, một con trăn biển khổng lồ chắn ngay trước mũi thuyền. Ra ra lệnh cho con quái vật đi chỗ khác nhưng nó không nghe. Ra liền phóng một mũi lao vào con quái vật. Nó ré lên và tấn công vào con thuyền của Ra. Theo người Ai Cập, khoảnh khắc mà Ra đánh nhau với Apep chính là bắt đầu từ lúc chập tối đến sáng. Khi Ra gặp con quái vật này là lúc mặt trời lặn. Còn khi con quái vật rút lui là mặt trời lên.

### Dân tộc khác
Trăn hoàng gia là loài vật linh thiêng trong tín ngưỡng dân gian của người Igbo sống tại miền Tây Nam Nigeria. Nó là biểu tượng của đất vì là loài vật di chuyển gần sát với mặt đất. Ngay cả cộng đồng người Igbo theo Thiên Chúa giáo cũng rất coi trọng loài vật này. Khi một con trăn bò vào làng hay vào nhà dân, cư dân để mặc cho nó bò thoải mái hoặc nếu cần phải đem trả về rừng thì con vật cũng được nâng niu rất cẩn thận. Nếu như một con trăn bị lỡ tay giết chết, nó được chôn cất trong một quan tài và thậm chí còn được người dân tổ chức cho một lễ mai táng.
Người Fon ở Dahomey cho rằng rắn đã có từ rất lâu đời, trước cả khi đất được tạo ra. Dưới dạng rắn thần Aido Hwedo, rắn đã phục vụ cho vị thần sáng tạo Mawu. Rắn ngậm đuôi tạo nên vòng tròn kín biểu tượng cho sự vĩnh cửu của người châu Phi. Nhiều nền văn hóa ở châu Phi cũng xem rắn là thủy tổ của mình. Người Venda kể rằng bộ lạc họ được tạo ra từ xác một con rắn. Con rắn Tharu tự chia làm hai phần: đầu (tholo) và đuôi (tshamutshila), mỗi phần bò về một hướng. Cả hai phần đều hóa thành người, trở thành những thủ lĩnh của bộ tộc. Về sau họ gặp nhau và trở lại trạng thái nguyên thủy ban đầu là rắn.
Tại Congo, uy lực tối cao của trời chính là con rắn Điămbô, không ai có thể ngồi lên lưng nó được. Ai trèo lên là lại tụt xuống thấp ngay. Người Ngbandi phía bắc Congo cũng tin rằng rắn là con vật lâu đời nhất, là tổ tiên sáng tạo. Họ thờ rắn như thờ vị thần tối cao của dân tộc. Cụ thể là tại Whydah người ta đã tìm thấy những ngôi đền thờ rắn, được mô tả chỉ là một túp lều đất sét hình trụ có mái che bằng tranh, dài, hẹp, lối vào cửa phải đối diện với nhau. Căn nhà được quét vôi trắng bên trong và ngoài. Cửa ra vào được cắm các cờ trang trí nhỏ bằng vải bông màu đỏ, trắng, xanh. Người ta xem mãng xà như những vị thần linh thiêng. Nếu ai vô tình giết chúng thì sẽ bị trừng phạt, thậm chí nếu đó là người ngoại quốc sẽ bị chặt đầu.
Một số địa phương của Liberia lại gắn rắn với niềm tin về bói toán, tiên tri. Loài bò sát này được giám hộ và không ai dám làm hại nó. Trong nhiều huyện ở miền nam Nigeria, mãng xà là đối tượng đứng đầu của niềm tin về tổ tiên. Được biết đến dưới cái tên Ogidia, nó đại diện cho cuộc chiến tranh bộ lạc. Người dân quan niệm, mỗi con mãng xà có một linh hồn con người bên trong nó. Linh hồn được giải phóng bằng nghi lễ sau cái chết của những loài bò sát. Bất cứ hành vi phạm tội nào chống lại con rắn là một tội phạm đối với tổ tiên.
Tín ngưỡng thờ rắn ở nam Uganda còn liên quan đến tục hiến tế, có ngôi đền thờ rắn nằm bên bờ hồ Victoria Nyanza, trên bờ của sông Muzini, tầng trên là nơi thiêng liêng của rắn và người giám hộ nó là một phụ nữ còn trinh tiết. Người ta còn tạo ra một lỗ tròn trên mái nhà để rắn có thể dễ dàng đi đến bờ sông. Phụ nữ Uganda và Tây Phi còn đến bên các đền thờ rắn để cầu nguyện. Khi trẻ em được sinh ra, một số người thừa nhận họ đã được sinh bởi những con rắn. Người dân Katsina, Daura và Hausa (vùng cao nguyên ở phía bắc của núi Elgon), rắn liên quan đến chữa bệnh, cầu thai. Đặc biệt, họ xem rắn như vật tổ, nếu ăn thịt con vật thì sẽ bị chết. Rắn có thể tự do vào nhà người dân mà không hề bị giết vì họ tin rằng, giết rắn là giết tổ tiên của mình, các cư dân nhiều bộ tộc ở Tây Phi thời cổ đại, giới tự nhiên đều có linh hồn và rắn tượng trưng cho sự sung túc.
Người Nairobi motip các vị thần, những con quỷ rất phổ biến. Một trong những nét đặc sắc của tượng Makonđê là nhiều tượng mang hình rắn. Ở tượng này rắn ngóc lên từ một thân người. Bộ tộc da đen ở Nigeria tin rằng, nếu một đứa trẻ bị tâm thần hoặc bị liệt, sau khoảng thời gian cho phép là bốn năm mà không có dấu hiệu phục hồi thì bị coi là rắn và bị ném xuống sông. Còn các bộ lạc Kouyou lại dành cho Viper (rắn vipe) một sự kính trọng đặc biệt vì họ cho rằng đây là tổ tiên của các tù trưởng.

## Phương Tây

### Hy Lạp
Trong thần thoại Hy Lạp rắn thường gắn với các địch thủ nguy hiểm chết người, nhưng điều này không có nghĩa rằng rắn là biểu tượng của điều ác độc; trên thực tế rắn là biểu tượng gắn liền với đất hay âm phủ. Con rắn chín đầu Lernaean Hydra mà Hercules đánh bại và ba chị em Gorgon đều là con của Gaia, nữ thần đất. Medusa là một trong số ba chị em Gorgon mà Perseus đã đánh bại. Medusa được mô tả là một vị thần bất tử gớm ghiếc, với mái tóc là những con rắn và có phép thuật biến những kẻ đàn ông thành đá chỉ bằng ánh mắt. Sau khi giết chết Medusa, Perseus đã dâng đầu nàng cho Athena để gắn vào chiếc khiên che ngực gọi là Aegis. Các Titan cũng được mô tả là có các con rắn thay vì có chân vì cùng một lý do—họ đều là con của Gaia với Ouranos (Uranus), vì thế họ cũng gắn liền với đất.
Truyền thuyết về sự ra đời của Thebes đề cập tới một con rắn quái vật khổng lồ ngăn giữ suối nước mà dân cư của khu định cư này lấy nước. Trong cuộc chiến để giết chết con rắn, những người bạn đồng hành của nhà sáng lập khu định cư là Cadmus đều bị giết chết - điều này dẫn tới thuật ngữ "chiến thắng kiểu Cadmus" (nghĩa là chiến thắng với sự tự hủy diệt bản thân). Nhìn chung, Trong tôn giáo của người Hy Lạp, rắn luôn được xem là một biểu tượng thiêng liêng. Rắn không chỉ tượng trưng cho sự khôn ngoan mà còn là biểu hiện của tín ngưỡng phồn thực về khả năng sinh sản. Ngoài ra nhân vật Lamia chính là người rắn, sau này John Keats có sáng tác một câu chuyện vào năm 1819 kể về một phụ nữ do rắn biến thành sau đó cùng thanh niên Menippus Lycius kết làm vợ chồng, trong đêm cưới De Vita Apollonius khám phá ra Lamia chính là con rắn.
Trong Mười hai kỳ công của Heracles có nhiệm vụ Heracles phải tìm và diệt trừ con rắn Hydra khổng lồ có nhiều đầu. Nó có 17 cái đầu. Nhưng khi có một cái đầu bị đánh gục hay bị chặt đứt, thì ngay lập tức từ chỗ bị đứt sẽ mọc lên hai cái đầu mới. Điều tồi tệ hơn cả là việc hơi thở của con Hydra có thể làm chết người. Ngay cả việc ngửi thấy mùi hôi thối của nó cũng đủ làm chết một người bình thường. Heracles tìm thấy hang ổ của con Hydra và làm cho nó phải ngoi lên bằng những mũi tên rực lửa. Trận ác đấu diễn ra với lợi thế thuộc về con Hydra. Nó dùng những cái đầu quấn chặt lấy Heracles và cố làm cho chàng ngã. Nó gọi đồng minh của mình là một cây táo dại cũng sống trong đàm lầy. Cây táo đập vào chân Heracles và ngăn không cho chàng tấn công. Heracles đã ở bên bờ của sự thất bại thì chợt nhớ đến người cháu Iolaus, con trai của người em sinh đôi Iphicles.
Iolaus, người đã đưa Heracles đến Lerna bằng xe ngựa, đầy lo lắng khi thấy chú của mình vướng vào những cái đầu của con Hydra. Chắc rằng Heracles không thể chịu đựng thêm được nữa, đáp lại những tiếng thét của chú mình, Iolaus vội chụp lấy cây đuốc, châm lên rồi lao vào cuộc chiến. Giờ đây, khi Heracles vừa chặt đứt một cái đầu của con Hydra, thì lập tức Iolaus có mặt và đốt cháy nơi cổ vừa đứt khiến cho những cái đầu không thể mọc lại được. Heracles chặt từng cái đầu một trong khi Iolaus đốt cháy những nơi vừa bị chặt. Cuối cùng Heracles chặt đứt cái đầu ở chính giữa được cho là bất tử và chôn sâu xuống đất phía dưới tảng đá hình đầu chó như lời truyền thuyết và dằn một tảng đá lên trên. Sau đó Heracles nhúng đầu những mũi tên của chàng của mình vào dòng máu độc của con rắn. Nếu những mũi tên của chàng trúng người nào thì người đó sẽ chết ngay lập tức.
Cũng trong thần thoại Hy Lạp, còn có Typhon (tiếng Hy Lạp: Τυφῶν, Tuphōn), cũng là Typheus/Typhoeus (Τυφωεύς, Tuphōeus), Typhaon (Τυφάων, Tuphaōn) hay Typhos (Τυφώς, Tuphōs) là người con cuối cùng của Gaia, cha là Tartarus - thần gió. Typhon được coi như một quái thú với âm mưu lật đổ ngôi Zeus để trở thành Vua của các vị thần và loài người. Typhon được cho là một loại sinh vật to lớn nhất và hình dạng kỳ lạ nhất từng được biết đến từ trước đến nay, Typhon có hàng trăm đầu rắn khác nhau. Hắn bị hạ bởi Zeus, và bị ông ta lấy Núi Etna đè lên trên.
Đặc biệt là y học dùng biểu tượng con rắn quấn quanh cây gậy tượng trưng cho sự khôn ngoan, khả năng chữa trị bệnh tật. Theo thần thoại cổ Hy Lạp, vị thần Esculape, con trai của thần Apollo được xem là ông tổ ngành y dược, trên đường đi thăm bạn gặp một con rắn, ông đưa cây gậy ra, con rắn bám lấy và bò lên quấn quanh cây gậy của ông. Thấy vậy, thần Esculape (Asclepius) lấy cây gậy đập xuống đất để giết chết con rắn. Nhưng, một con rắn khác bò tới, miệng ngậm thảo dược để cứu con rắn kia. Cũng từ đây, ông tìm kiếm các loại cây cỏ trên núi để chữa bệnh cứu sống con người.
Vì vậy, để khắc họa vị thần Esculape, người ta thường để thần cầm một chiếc gậy làm bằng gỗ cây nguyệt quế và một con rắn quấn chung quanh, Con rắn này có tên là Elaphe longissima, một loài rắn lành có màu sắc đẹp, sống phổ biến ở châu Âu. Về sau, người ta dựng tượng vị thần y cùng con rắn vì con rắn đã góp công chống lại dịch bệnh, tương truyền có thời gian La Mã bị dịch, người bệnh phải dâng ly rượu cúng thần Esculape mong tai qua nạn khỏi. Dựa vào truyền thuyết trên, ngành y đã dùng biểu tượng con rắn quấn quanh cây gậy phép của Esculape. Con rắn quấn quanh cây gậy tượng trưng cho sự khôn ngoan, khả năng chữa trị bệnh và kéo dài tuổi thọ.

### Trong Kinh Thánh

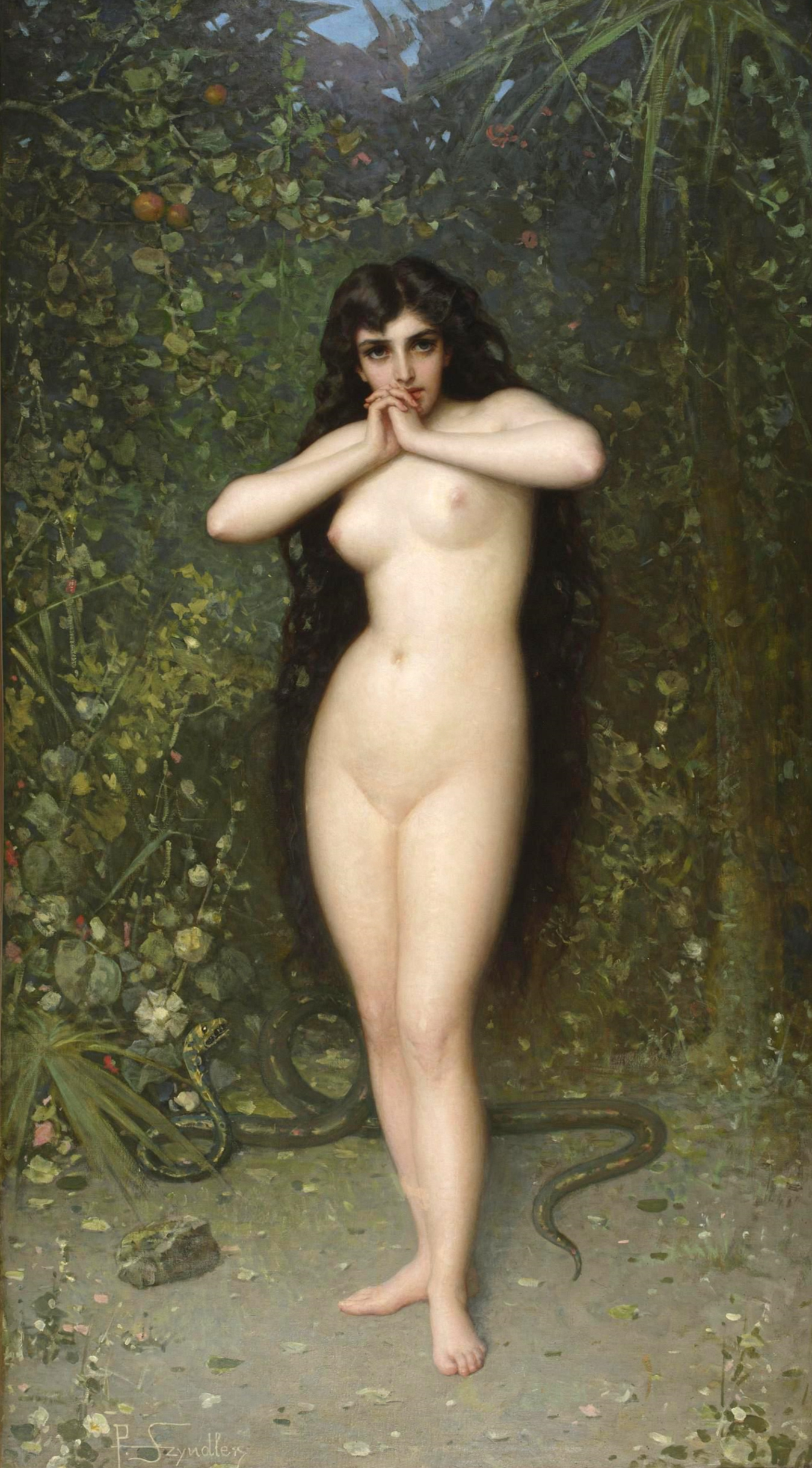
Họa phẩm về Eve và con rắn trong vườn địa đàng

Sách Sáng thế Khải huyền 4 nói về con Rắn, là con quỷ quyệt hơn mọi con thú trên cánh đồng. Con rắn xúi giục người nữ (Eve) ăn cây nhận thức, nói với cô ta rằng nó sẽ không dẫn tới cái chết, người nữ không kìm nổi, và đưa trái cho người nam, và người nam cũng ăn, và mắt của hai người mở ra. Khi ấy đã nhận thức được sự trần truồng của mình, họ che nó đi bằng những chiếc lá sung, và trốn khỏi cái nhìn của Chúa. Chúa trời hỏi họ điều họ đã làm. Adam kết tội Eva, và Eva kết tội con rắn. Chúa trời nguyền rủa con rắn (vốn đã phải có khả năng đi được trước sự kiện này rằng mày sẽ đi bằng bụng, và mày sẽ ăn bụi trong suốt những ngày của cuộc đời mày. Sách của Jubilees ở thế kỷ thứ II trước Công Nguyên nói (ch3 v17) rằng con rắn đã thuyết phục Eva ăn trái vào ngày thứ 17 ở tháng thứ hai của năm thứ 8 sau khi Adam được tạo ra.
Con rắn ở đây được cho là một con rắn cái. Nghệ thuật Kitô giáo Trung Cổ thường thể hiện con Rắn trong Vườn Eden là một người nữ, vì thế vừa nhấn mạnh tính chất cám dỗ vừa nói tới mối quan hệ của nó với Eva. Nhiều chức sắc trong thời kỳ đầu, gồm cả Clement của Alexandria và Eusebius của Caesarea, giải thích từ trong tiếng Hebrew "Heva" không chỉ là cái tên của Eva, mà trong hình thức âm hơi của nó là con rắn cái. Ngoài ra, con rắn đã xúi giục Eva được giải thích là quỷ Satan, hay rằng Satan đã dùng con rắn như một cái loa, dù không có đề cập tới cách giải thích này trong Torah và nó không có trong Do Thái giáo. Một truyền thống Ngộ đạo khác cho rằng Adam và Eva được tạo ra để giúp đánh bại Satan. Con rắn, thay vì bị coi là Satan, được giáo phái Ophite coi là một anh hùng.

### Bắc Âu
Trong thần thoại Bắc Âu, Jörmungandr, thường được gọi là Jormungand hay "Mãng xà trần gian", là một con rắn biển khổng lồ, đứa con thứ hai của khổng lồ Angrboða và Loki. Theo như văn xuôi Edda, Odin đã bắt ba đứa con của Loki là Fenrir, Jörmungandr và Hel, rồi ném Jörmungandr xuống đại dương bao quanh Midgard. Con mãng xà lớn đến mức nó cuốn quanh cả thế giới và ngậm được cái đuôi nó. Khi nó trở mình thế giới sẽ lụi tàn. Kẻ thù lớn nhất của Mãng xà trần gian là thần Thor. Nguồn tư liệu chính về Jörmungandr là văn xuôi Edda, Húsdrápa, Hymiskviða, và Völuspá. Những nguồn tư liệu kém quan trọng hơn bao gồm những hoán dụ trong thơ ca. Ví dụ trong Þórsdrápa, "cha của sợi dây dưới biển" được dùng làm hoán dụ tả Loki. Ngoài ra còn có những hình khắc trên đá từ thời cổ xưa.

### Hiện đại
Tại phương Tây, một vài loài rắn (đặc biệt là các loài dễ thuần hóa như trăn hoàng gia (Python regius) và rắn săn chuột đỏ (Pantherophis guttatus) được nuôi làm động vật cảnh. Để đáp ứng nhu cầu này một ngành công nghiệp nuôi nhốt động vật bò sát đã phát triển. Các loại rắn sinh đẻ nuôi nhốt có xu hướng dễ nuôi làm động vật cảnh hơn so với các loại rắn bắt được trong tự nhiên. Rắn cảnh dễ nuôi hơn so với nhiều loại động vật cảnh truyền thống khác do chúng không cần nhiều không gian (do phần lớn rắn cảnh không dài quá 1,5 m và chúng cũng không cần phải cho ăn uống quá thường xuyên (thường chỉ một lần trong vòng 5-14 ngày). Một vài loại rắn cảnh có thể sống trên 40 năm nếu được chăm sóc chu đáo.
Trong các nền văn hóa phương Tây thì việc ăn thịt rắn cũng từng xảy ra khi gặp phải những năm đói kém. Việc ăn thịt rắn chuông đã nấu chín là một ngoại lệ, với việc tiêu thụ nói chung phổ biến tại các khu vực ở miền trung tây nước Mỹ. Các học viên của lực lượng đặc nhiệm Quân đội Hoa Kỳ cũng được huấn luyện bắt, giết và ăn thịt rắn để có thể sống sót trong các hoàn cảnh đặc biệt; và điều này đã làm người ta gán cho họ tên hiệu là "snake eaters" (những kẻ ăn rắn).

## Vùng Á Đông
Trong quan niệm về rắn ở các nước phương Đông, trong một số nền văn hóa, hình tượng rắn có vị trí quan trọng trong thế giới biểu tượng. Rắn thường thể hiện hình ảnh khác nhau như thần hiền, thần ác, điều tốt, điều xấu, sự hủy diệt, tái sinh, tình yêu. Trong văn hóa Việt Nam, rắn không chỉ là loài động vật bình thường mà còn trở thành một biểu tượng tâm linh. Tị là một trong số 12 địa chi của Thiên Can Địa Chi, trong lịch Trung Quốc và Việt Nam và quý tỵ được biểu hiện bằng con rắn.
Tại các quốc gia châu Á, như Trung Quốc, Đài Loan, Thái Lan, Indonesia, Việt Nam và Campuchia, việc uống rượu pha tiết rắn—cụ thể là rắn hổ mang—được cho là làm gia tăng khả năng tình dục. Việc lấy tiết rắn được thực hiện khi con rắn còn sống và nó được pha với một vài loại rượu mạnh hay rượu mùi để cải thiện mùi vị. Tại một số quốc gia châu Á việc sử dụng rắn ngâm trong rượu cũng được chấp nhận. Trong trường hợp này nguyên cả con rắn hay nguyên cả con của một vài loại rắn được ngâm trong bình rượu mạnh hay rượu mùi. Người ta cho rằng rượu rắn có tác dụng tốt với cơ thể (và rượu rắn cũng được bán đắt hơn). Một ví dụ là loài rắn lục Habu (Trimeresurus flavoviridis) đôi khi được ngâm trong rượu Awamori của người dân Okinawa và được gọi là "Habu Sake".
Trong thần thoại Nhật Bản còn có con rắn Yamata no Orochi (Nhật: 八岐の大蛇? Bát Kì Đại Xà), hay còn được gọi tắt là Orochi. Đây là một sinh vật dạng rắn trong Thần đạo Nhật Bản. Yamata no Orochi được miêu tả có tám cái đầu, tám cái đuôi cùng 8 cặp mắt với màu đỏ. Thân hình khổng lồ của Orochi được miêu tả trải dài 8 thung lũng, 8 quả đồi. Nó ngụy trang bằng rêu phong, cây bách và cây tuyết tùng trên lưng nên trông nó không khác gì một dãy núi.

### Trung Quốc
Ở Trung Quốc tồn tại từ lâu hình tượng thần Phục Hy đầu người đuôi rắn, thần Nữ Oa đầu người mình rắn. Nước này còn có truyền thuyết Bạch Xà truyện (白蛇傳), còn có tên là Hứa Tiên và Bạch Nương Tử (許仙與白娘子) là một trong bốn truyền thuyết dân gian lớn của Trung Quốc. Câu chuyện ra đời vào thời Nam Tống hoặc sớm hơn và được lưu truyền rộng rãi dưới thời nhà Thanh, là sản phẩm sáng tác tập thể của dân gian Trung Quốc. Nội dung Bạch Xà truyện miêu tả câu chuyện tình yêu giữa một Bạch xà tinh tu luyện thành người (Bạch Nương Tử) và một chàng trai ở trần gian (Hứa Tiên). Câu chuyện đã nhiều lần được chuyển thể thành Kinh kịch, phim điện ảnh và phim truyền hình mà nổi bật là bộ phim Truyền thuyết Bạch Xà.
Bạch Xà truyện được lưu truyền rộng rãi ở Trung Quốc, ban đầu là truyền miệng, sau đó nhiều hình thức truyền bá dân gian xuất hiện như bình thoại, thuyết thư, đàn từ xuất hiện, dần dần được chuyển thể thành kịch. Sau này còn có tiểu thuyết, sau Dân quốc còn có ca kịch, kịch Đài Loan, truyện tranh. Đến hiện đại Bạch Xà truyện còn được quay thành điện ảnh, cải biên thành múa hiện đại, tiểu thuyết kiểu mới... Tên gọi Bạch Xà truyện có thể xuất hiện vào cuối thời Thanh, trước đó không có tên gọi cố định nào. truyền thuyết Bạch Xà truyện có liên quan đến Ấn Độ giáo. Chuyện sáng thế trong Ấn Độ giáo cũng bắt đầu từ hai con rắn lớn (Naga) khuấy động sữa biển.
Trong khi đa phần các nền văn hóa không dùng rắn làm thực phẩm thì tại một số quốc gia việc sử dụng rắn làm thực phẩm lại được chấp nhận hay thậm chí còn được coi là đặc sản, do các thức ăn chế biến từ rắn được đánh giá cao về tác dụng y học. Món xúp rắn trong ẩm thực Quảng Đông được người dân tại đây dùng trong mùa thu do họ coi nó có tác dụng làm ấm cơ thể. Rượu rắn (蛇酒; xà tửu) là loại rượu ngâm nguyên cả con rắn trong các loại rượu sản xuất từ gạo hay ngũ cốc. Việc uống rượu rắn tại Trung Quốc lần đầu tiên được ghi chép lại có từ thời Tây Chu và được coi là có tác dụng chữa bệnh và làm cường tráng cơ thể theo y học cổ truyền Trung Hoa.

### Việt Nam
Rắn là hình tượng khá quen thuộc trong đời sống văn hóa người Việt Nam và điều đáng chú ý trong hình tượng rắn của người Việt Nam là xuất hiện rất đa dạng với những biến thể khác nhau, như rắn, trăn, chằn tinh, giao long, thuồng luồng, thậm chí là rồng. Ở mỗi một hình thức thể hiện của rắn, hoặc với mỗi một biến thể, hình tượng rắn đều mang những ý nghĩa nhất định. Có thể tìm thấy điều này trong các câu truyện cổ tích, huyền thoại, phong tục tập quán, văn học nghệ thuật, mỹ thuật, tạo hình. Trong bộ Kho tàng cổ tích Việt Nam trong tổng số 200 chuyện thì đã có 11 chuyện đề cập đến hình tượng rắn hoặc các biến thể của rắn như giao long, thuồng luồng, chằn tinh... trong đó có những chuyện ca ngợi sự giúp đỡ của rắn đối với con người, một số truyện khác lại nói đến việc rắn hại người. Người Việt có câu chuyện truyền thuyết về loài rắn như câu chuyện Thạch Sanh, Lý Thông, một huyền thoại khác là rắn báo oán mà Nguyễn Trãi bị tru di tam tộc.
Trong hầu hết các câu chuyện ở Việt Nam, rắn thường gắn với cái ác. Người Việt quan niệm rắn là loài đáng sợ nên không nhiều người thích chúng, vì nọc độc của một số loài rắn có thể giết người ngay tức khắc, vì thế những người tính cách không tốt, thường được ví như người ác, gian manh hay thích nhục dục. Mặt khác, đối với người Việt Nam, rắn không phải là loài vật thân thiện với con người cho lắm chính vì thế trong quan niệm dân gian, rắn là con vật hiểm ác, tinh quái (mãng xà, xà tinh) và có phần gian xảo, rắn không có được hình ảnh đẹp trong tâm thức, khi người ta nhắc đến rắn thường thì kèm theo những điều xấu. Hình tượng con rắn trong dân gian thường tượng trưng cho hạng người xấu, lòng sâu dạ hiểm. Tuy nhiên cũng chính vì những đặc tính đó mà con người thần thánh hóa loài rắn, thờ cúng rắn như một vị thủy thần để cầu thân với rắn, mong rắn không làm hại người.
Trong văn hoá dân gian Việt Nam, rắn không được xem là biểu tượng gắn với tôn giáo (trừ trường hợp Phật giáo của người Khmer sống ở Nam Bộ). Tục thờ rắn là một tín ngưỡng nguyên thủy của người Việt cổ với hai ý nghĩa chính là tục thờ thủy thần. Tục thờ này mang ý niệm về sông nước của cư dân làm nông nghiệp. Các đền thờ rắn xuất hiện dọc theo các con sông Hồng, sông Cầu, sông Đuống. Rắn xuất hiện với biến thể là giao long có thể tìm thấy trong truyền thuyết Lạc Long Quân, huyền thoại Linh Lang Vương… Trong hình hài là giao long, rắn dường như được phủ lên một lớp văn hóa muộn, bởi nó đã bước đầu nhuốm màu sắc phong kiến.
Biểu tượng rắn thủy thần có hai thuộc tính: tốt và xấu. Rắn là vị thần nước giúp mưa thuật gió hoà, mang điềm lành và báo điềm dữ. Rắn là con vật tinh quái phá hoại mùa màng và cuộc sống của người dân. Hình tượng con Chằn (một biến thể của rắn) trong văn hoá người Khmer Nam Bộ lại thể hiện cả hai mặt tốt và xấu: có vai trò bảo vệ con người nhưng đồng thời cũng đại diện cho tính ác, phá hoại cuộc sống bình yên của con người. Trẻ con ở Việt Nam vào các buổi chiều sau khi cơm nước no nê, thường hay tụ lại các khoảng sân rộng trong xóm hoặc một thửa ruộng gần nhà đã thu hoạch xong (tháng mười một, tháng chạp) chơi trò đuổi bắt, rồng rắn lên mây. Trò chơi này có ở hầu khắp các địa phương.

## Đông Nam Á
Ở Đông Nam Á cũng có các câu chuyện tương tự như Bạch Xà truyện, ví dụ như Chu Đạt Quan ở thời Nguyên trong tác phẩm Chân Lạp phong thổ ký có ghi chép chuyện quốc vương Chân Lạp có một "thiên cung", đêm đêm lên tòa tháp vàng ở thiên cung giao hợp cùng nữ nhân do xà tinh hóa thành, là nguyên mẫu của chuyện người và rắn giao cấu với nhau. Còn các vị vua Khmer thì tin mình đã giao phối với một Nagini xinh đẹp để duy trì dòng dõi hoàng gia. Trong Chân Lạp phong thổ ký, Châu Đạt Quan viết rằng: hàng đêm quốc vương đều có đến ngủ với một nàng tiên rắn. Người Khmer tin rằng chính Kaudinya đã truyền cho họ những bí quyết về nghề trồng lúa và công việc thủy lợi. Người Campuchia coi rắn Naga là vị thần canh giữ nơi vua chúa ngự. Rắn Naga là mô típ trang trí quan trọng trong nghệ thuật điêu khắc Phật giáo Khmer. Phật thoại đã mô tả cuộc đời của Phật từ khi mới sinh cho đến khi nhập cõi Niết Bàn đều có liên quan ít nhiều đến rắn Naga.
Người Thái Lan tôn thờ rắn là hồn của âm vật, là thần mẹ. Trong văn hóa tâm linh, rắn là vật linh thiêng, mang lại may mắn cho con người, Ở đền thờ Thái Lan có rất nhiều đền thờ rắn, người Thái không giết rắn một cách bừa bãi. Thờ rắn còn phổ biến trong tín ngưỡng người Khmer vốn có tín ngưỡng thờ rắn Naga chín đầu. Rắn chín đầu là biểu tượng cho thần đất và thần nước. Sau này, do ảnh hưởng của đạo Bà la môn, rắn còn mang biểu tượng nguồn gốc các vị vua lập quốc. Các vị vua Khmer thường cho xây dựng các cung điện và đền thờ lớn bằng đá, mà rắn Naga được xem là vị thần canh giữ, chúng xuất hiện trên cầu thang, các lối đi, trên ngưỡng cửa hoặc trên các mái tháp để xua đuổi tà ma. Trong kiến trúc nhiều ngôi đền cổ của người Khmer, hình ảnh cầu vồng và rắn Naga tượng trưng cho cầu nối giữa trần gian và cõi Niết bàn.

## Văn hóa Ấn Độ

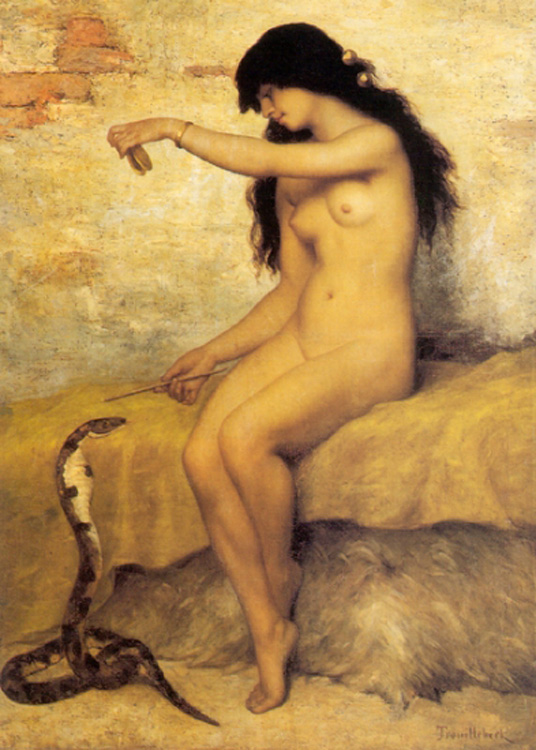
Một cô gái và rắn hổ mang chúa ở Ấn Độ

Ấn Độ thường được gọi là vùng đất rắn và huyền ảo trong các tập tục liên quan tới rắn. Ngay cả ngày nay rắn vẫn còn được thờ phụng với nhiều phụ nữ rót sữa vào các hốc rắn (mặc cho ác cảm của rắn đối với sữa). Rắn hổ mang có trên cổ thần Shiva còn thần Vishnu thường được vẽ trong tư thế đang ngủ trên con rắn bảy đầu hoặc với các cuộn rắn. Có một số đền miếu tại Ấn Độ chỉ dành cho rắn hổ mang, đôi khi được gọi là Nagraj (vua rắn) và người ta tin rằng rắn là biểu tượng của sự trù phú. Có một lễ hội Hindu gọi là Nag Panchami mỗi năm (tổ chức vào ngày thứ năm sau ngày Amavasya của tháng Shraavana), trong ngày đó những con rắn được tôn thờ và vái lạy.
Vị thần rắn trong Ấn Độ giáo có tên gọi là Naga. Rắn được xem như biểu tượng của sự bất tử, được kính trọng như con vật linh thiêng. Người Ấn Độ còn dành riêng cho rắn ngày tết vào tháng 8 hàng năm. Hình ảnh thường thấy ở các đền đài Ấn Độ là vị thần cầm rắn trên tay hay để rắn quấn quanh mình. Rắn còn là một hình ảnh quen thuộc trong thần thoại Ấn Độ, tiêu biểu cho những huyền thoại là rắn Naga. Những con rắn thần được coi là Naga, đôi khi có biểu tượng là đầu người mình rắn. Những con rắn thần nổi tiếng là rắn Sêsa (hay Ananta) đã cuộn mình nổi trên biển vũ trụ để đỡ cho thần Visnu khi tạo dựng vũ trụ, rắn Vasuky dùng mình làm dây kéo quanh cột núi Mêru trong huyền thoại khuấy biển.
Tại Ấn Độ còn có truyền thuyết khác về rắn. Nói chung được biết đến như là những con rắn "Ichchhadhari" trong tiếng Hindi. Những con rắn này có thể có hình dáng của bất kỳ sinh vật nào, nhưng thích biến hình thành dạng người. Những con rắn thần bí này chiếm giữ viên ngọc quý gọi là "Mani" quý báu hơn cả kim cương. Có nhiều câu chuyện cổ tích tại Ấn Độ kể về những kẻ tham lam cố đoạt viên ngọc quý này và đều có chung một kết cục là bị giết chết.
Tại một vài nơi trên thế giới, đặc biệt tại Ấn Độ, thôi miên rắn là cuộc trình diễn ven đường do những người làm nghề thôi miên rắn trình diễn. Trong những cuộc trình diễn như vậy, người thôi miên rắn mang theo một chiếc giỏ chứa một con rắn để thực hiện việc dường như là ông ta thôi miên con rắn bằng cách thổi một số điệu nhạc du dương bằng một nhạc cụ dạng sáo để con rắn phản ứng theo. Rắn không có tai ngoài (mặc dù có tai trong) và trên thực tế nó phản ứng với chuyển động của cây sáo chứ không phải phản ứng với âm thanh thật sự. Luật bảo vệ động vật hoang dã năm 1972 của Ấn Độ về mặt kỹ thuật cấm thôi miên rắn trên cơ sở làm giảm sự đối xử độc ác với động vật. Những người thôi miên rắn khác còn trình diễn cuộc đấu giữa rắn với cầy mangut, trong đó cả hai con vật có một cuộc đấu giả vờ; tuy nhiên điều này là không phổ biến do cả rắn lẫn cầy mangut đều có thể bị thương nặng hay tử vong. Nghề thôi miên rắn tại Ấn Độ đang tàn lụi do sự cạnh tranh từ các dạng giải trí hiện đại cũng như do luật môi trường ngăn cấm việc hành nghề này.
Bộ lạc Irulas ở Andhra Pradesh và Tamil Nadu thuộc Ấn Độ hành nghề bắt rắn trong nhiều thế hệ. Họ có nhiều kiến thức và kinh nghiệm về rắn trên thực địa. Nói chung họ bắt rắn với sự hỗ trợ của một cây sào. Trước đây, người Irulas đã bắt hàng nghìn con rắn để lấy da. Sau khi ngành công nghiệp da rắn bị cấm triệt để và sự bảo vệ rắn theo Luật bảo vệ động vật hoang dã năm 1972 tại Ấn Độ thì họ đã lập ra Hội hợp tác bắt rắn Irula và chuyển sang bắt rắn để lấy nọc và thả chúng ra sau 4 lần lấy nọc. Nọc rắn thu thập theo cách này được dùng để sản xuất huyết thanh kháng nọc rắn cũng như phục vụ cho nghiên cứu y sinh học và sản xuất các dược phẩm khác.

## Châu Mỹ

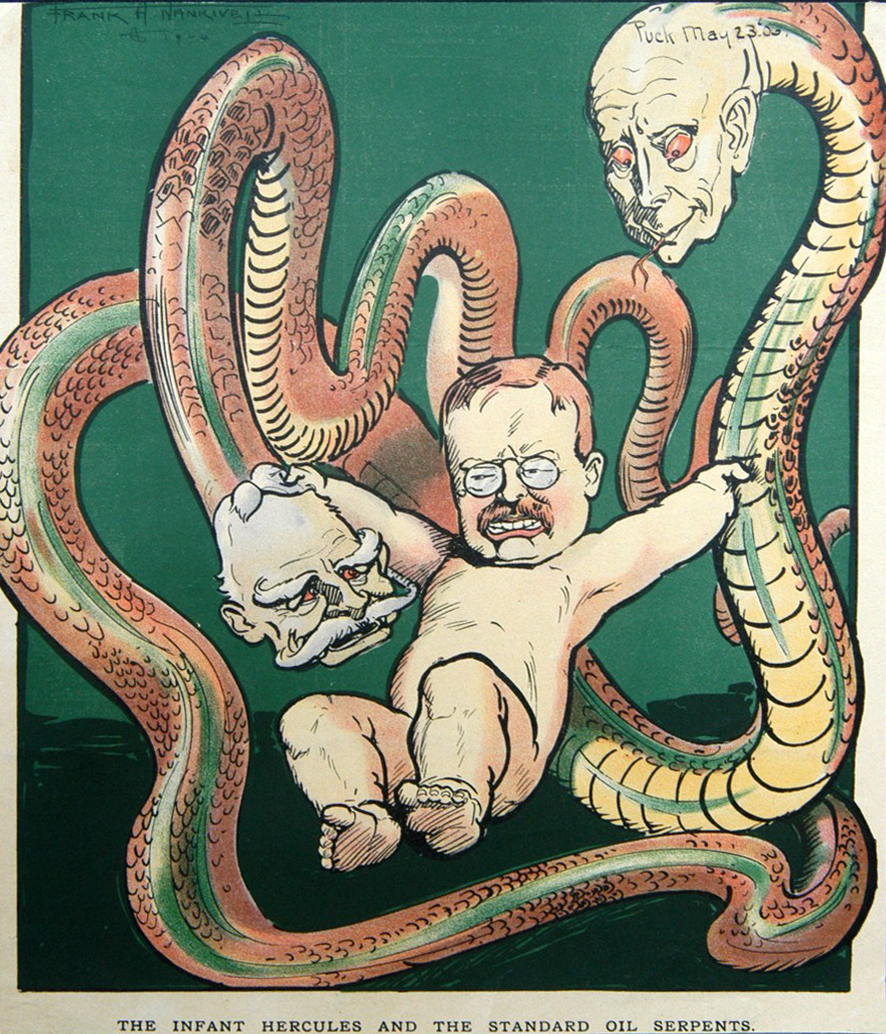
Tổng thống Hoa Kỳ Theodore Roosevelt được vẽ trong tranh như là Hercules trẻ con đang vật lộn với con rắn khổng lồ, tượng trưng cho công ty Standard Oil.

Trong một số nền văn hóa rắn biểu tượng của khả năng sinh sản, ví dụ như người Hopi của Bắc Mỹ thực hiện một điệu múa rắn hàng năm để kỷ niệm sự kết hợp của rắn được và rắn cái báo hiệu khả năng sinh sản của thiên nhiên. Nhiều nền văn hóa Peru cổ đại thờ phụng thiên nhiên. Người dân của các nền văn hóa này đề cao các con vật và thường vẽ các con rắn trong các bức họa của mình. Một số bộ lạc thổ dân tôn kính loài rắn chuông như ông vua của loài rắn, những người có khả năng cung cấp nguồn năng lượng gió hoặc gây ra cơn bão lớn. Người da đỏ Pueblo gắn nguồn gốc bài hát với âm phủ và loài rắn cõi âm khton (khi con rắn bị đốt cháy, các mảnh thân xác của nó biến thành bài hát).
Rắn chuông được thờ trong đền Natchez thờ thần mặt trời và các vị thần của Aztec, nhiều nền văn hóa Trung Mỹ, con rắn đã được coi như là cửa ngõ giao thoa giữa hai thế giới. Ở Mexico cũng có một ngôi đền dành riêng cho thần của không khí và cửa đền giống như miệng một con rắn. Người Mexico cổ còn xem rắn như một vị thần bảo hộ của gia đình. Trong vùng Nam Mỹ còn có truyền thuyết về loài rắn Yacumana Đây là một quái vật sống dưới nước thời cổ xưa tại dòng sông Amazon. Trong các truyền thuyết, nó là một con rắn khổng lồ với đầu có sừng, dài tới hơn 50m và luôn đói ăn, khát máu. Yacumana tấn công con mồi bằng cách phun nọc độc bất tỉnh rồi ăn thịt. Con vật này thực tế có nét tương đồng với loài trăn Nam Mỹ khổng lồ Anacodas.

## Trong Tử vi
Theo tín ngưỡng trong một số nền văn hóa trên thế giới, rắn tượng trưng cho sự ác độc, nguy hiểm nhưng cũng là loài linh vật thể hiện sức mạnh, quyền lực và sự uy nghi. Khi rắn bò vào nhà mang 2 ý nghĩa khác nhau phụ thuộc vào từng loài rắn: điềm xui xẻo và điềm tốt lành. Tử vi quan niệm, nếu rắn hiền lành không có độc bò vào vườn, nhà thể hiện điềm may mắn, sắp có quý nhân phù trợ và con rắn có màu vàng càng đậm thì càng tốt lành về đường tiền tài. Ngược lại, rắn bò vào nhà có màu đen, thuộc loài rắn dữ sẽ tượng trưng cho điềm xấu. Rắn độc bò vào nhà có thể là dấu hiệu báo trước chuyện chẳng lành, sự bất hạnh.
Khi bị rắn bò vào nhà nhiều người tin rằng gia đình sẽ gặp phải biến cố tai ương, phải đề phòng bị kẻ thù hoặc kẻ tiểu nhân hãm hại. Nếu phát hiện rắn ở lăng mộ, bàn thờ hoặc gầm giường được coi là điềm không lành về việc âm phần, phải chú ý hơn đến mồ mả của gia tiên. Nếu đang đi đường mà bắt gặp rắn bò ngang sang đường, đó là điềm xấu dự báo người này có thể gặp rủi ro bất trắc hoặc bị hãm hại. Đặc biệt, rắn được xem là loài vật rất linh thiêng và có tính trả thù cao, do đó nếu thấy rắn bò vào nhà mà không tấn công người thì không nên giết mà chỉ nên đuổi chúng đi.

## Trong tín ngưỡng
Xuất phát từ nỗi sợ rắn, con người thần thánh hóa loài rắn, coi như vị thủy thần và thờ cúng rắn để mong rắn không làm hại mình, bảo vệ cho mình. Hình tượng rắn được thờ phụng ở rất nhiều quốc gia, dưới nhiều hình thức biểu hiện khác nhau. Trong đó đối với văn hóa dân gian Việt Nam, rắn là một hình tượng phổ biến và có sức ám ảnh mạnh mẽ, phổ biến nhất của người Việt ở đồng bằng sông Hồng. Tục thờ rắn với tư cách là thủy thần không chỉ phổ biến ở đồng bằng Bắc Bộ mà còn có ở miền Trung, Tây Nguyên và cả miền Tây Nam Bộ.
Ở Ai Cập, rắn là biểu tượng của thánh thần, sự thông thái và khả năng tiên tri về tương lai. Rắn được coi là thần hộ mệnh cho các bậc vua chúa nên vương miện của các pha-ra-ông thường chạm trổ hình rắn. Ở châu Âu, tục thờ rắn phổ biến quanh lưu vực những con sông ở Hy Lạp. Ở châu Úc, các thổ dân tôn sùng rắn vì rắn tượng trưng cho tính âm, nguồn nước, có liên hệ mật thiết với nông nghiệp. Các thổ dân tôn sùng và thờ rắn khổng lồ, con rắn này được gọi bằng nhiều tên, song phổ biến hơn cả là rắn cầu vồng
Ở châu Mỹ, một số bộ lạc thổ dân tôn kính loài rắn chuông như ông vua của loài rắn, những người có khả năng cung cấp nguồn năng lượng gió hoặc gây ra cơn bão lớn. Con rắn thần Quetzalcoátl (hay rắn lông chim) xuất hiện trên các cấu trúc trong thành phố cổ Teotihuacan tại Mexico. Rắn trở thành một đối tượng thờ cúng và biểu trưng ý niệm về thời gian của người Mexico cổ. Đối với người Hindu ở Ấn Độ, rắn được coi như thần thánh và thể hiện trong điêu khắc, với hình ảnh các vị thần cầm rắn trên tay hay để rắn quấn ngang mình. Ở Ấn Độ, rắn được xem như là một biểu tượng của sự bất tử. Trong tín ngưỡng dân gian của người Campuchia, họ thờ cúng thần rắn Naga.
Tại Iran, người ta đã tìm thấy dấu vết của tín ngưỡng thờ con rắn thiêng qua các hình vẽ, vòng tròn được chạm khắc trên vách các hang động. Tục thờ rắn còn được tìm thấy trong dấu ấn của chữ tượng hình. Tại Trung Quốc, tín ngưỡng thờ rắn được biết đến khá sớm và còn lưu lại trên các vách đá, chẳng hạn như tranh thần Phục Hy đầu người đuôi rắn, thần Nữ Oa đầu người mình rắn. Tục thờ rắn là một trong những tín ngưỡng nguyên thủy của người Việt cổ. Xuất phát từ môi trường tự nhiên gắn với điều kiện sông nước, đầm lầy, hình tượng rắn đã được đồng hóa với nước, thủy thần gắn với tục thờ các vị thần tự nhiên. 

## Trong võ thuật
Con rắn còn được hiện diện trong võ thuật trong hoa truyền thống. Là biểu tượng xà trong Tượng hình quyền và một trong năm con vật của Ngũ hình quyền. Xà quyền, còn gọi là xà hình quyền là những đòn tay mổ chọc vào đối phương bằng các ngón tay, giống như động tác mổ của loài rắn, các thế võ, thủ pháp mang hình dáng con rắn. Vì bắt chước hình, thần, ý, kình của rắn mà có tên, về nguồn gốc cũng khác nhau. Về nguồn gốc, người ta dựa vào những hành động, cử chỉ, cách săn mồi… của loài rắn, chọn lọc tinh vi đặt ra những chiêu thức, thế võ, đòn quyền mang tính chiến đấu cao trong sự cạnh tranh sinh tồn.
Những miếng võ này được mô phỏng những hành động tự vệ, hoặc kiếm ăn bằng cách tấn công con mồi rồi sáng tạo ra. Môn võ mô phỏng động tác của loài rắn, gọi là xà quyền. Những thế võ uyển chuyển, bàn tay gập lại hình đầu rắn tạo ra những thế võ rắn, nhằm giúp con người mang lại lợi ích về sức khỏe, kỹ thuật tự vệ chiến đấu, rèn luyện. Đặc trưng kỹ pháp của xà quyền là trong nhu có cương, cương nhu tương tế, trong tĩnh có động, thần giữ thì lấy hình, ý ngụ ở phép (pháp), thân linh (động), bộ hoạt (bát), mắt (nhãn quang) sắc, tay nhanh. Trong Ngũ hình quyền thì Xà quyền thuộc hành thủy, chủ thận, luyện khí (tiên thiên). Rắn không chân nên bài Xà quyền không có đòn cước.

## Thành ngữ
Trong tiếng Việt, rắn được thể hiện qua nhiều câu tục ngữ, thành ngữ, cao dao, có thể kể đến là:
- Cõng rắn cắn gà nhà: Chỉ sự phản phúc
- Khẩu phật tâm xà: Chỉ sự nham hiểm
- Khẩu xà tâm phật
- Đánh rắn phải đánh dập đầu
- Đánh rắn động cỏ (Đả thảo kinh xà)
- Rồng rắn lên mây
- Như rắn mất đầu: Không có người chỉ huy làm mất phương hướng
- Miệng hùm nọc rắn
- Hang hùm miệng rắn
- Hùm thiêng rắn độc
- Hùm tha rắn cắn
- Vẻ rồng thêm rắn: Làm cho sự việc thêm phức tạp
- Vẽ rắn thêm chân: việc đơn giản nhưng lại bày ra những thứ râu ria cho ra vẻ phức tạp
- Cha hổ mang đẻ con liu điu:
- Thẳng như rắn bò
- Thao láo như mắt rắn ráo
- Oai oái như rắn bắt nhái
- Rắn đỗ nọc cho lươn
- Hễ đi gặp rắn thì may/Về nhà gặp rắn thì hay phải đòn
- Bài thơ rắn đầu biếng học của Lê Quý Đôn
- Đồ rắn độc hay con rắn độc: Một câu xỉ vả về người có tâm địa ác độc hay độc địa, thường chỉ về phụ nữ
- Sư hổ mang: Thành ngữ chỉ hạng người khoác áo là nhà sư nhưng thực chất là hạng người ham sắc dục
- Chém rắn đuổi hươu
- Nọc người bằng mười nọc rắn
- Rắn mai tại chỗ, rắn hổ về nhà: Các xử trí đối với từng loại rắn khi bị cắn.